# إميل أكوا
إميل أكوا (من مواليد 13 يوليو 2000) هو لاعب كرة قدم إنجليزي محترف يلعب كمهاجم لنادي الدوري الثاني ساوثيند يونايتد.